# Negus asper
Negus asper är en insektsart som beskrevs av Jacobi. Negus asper ingår i släktet Negus och familjen hornstritar. Inga underarter finns listade i Catalogue of Life.